# Atentado de Sarajevo

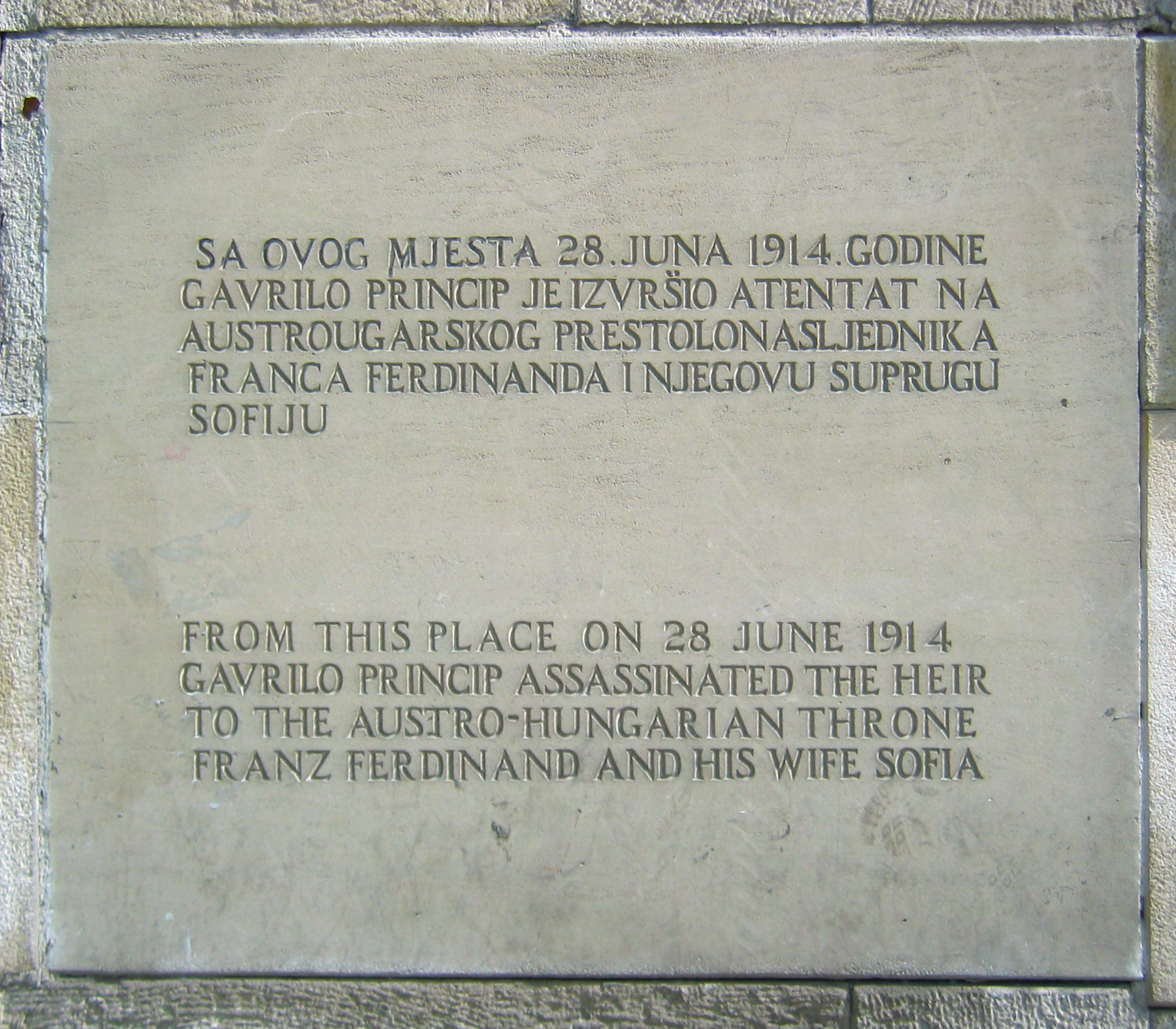
Placa alusiva à morte do arquiduque Francisco Fernando existente no local exato do atentado de 1914

Atentado de Sarajevo foi o assassinato do arquiduque Francisco Ferdinando da Áustria, considerado um dos principais eventos que levaram à Primeira Guerra Mundial. O arquiduque, herdeiro presuntivo do trono austro-húngaro, e sua esposa, Sofia, Duquesa de Hohenberg, foram assassinados em 28 de junho 1914 pelo estudante sérvio-bósnio Gavrilo Princip. Eles foram baleados à queima-roupa enquanto passavam por Sarajevo, capital da província da Bósnia-Herzegovina, formalmente anexada pela Áustria-Hungria em 1908.
Princip fazia parte de um grupo de seis assassinos bósnios junto com Muhamed Mehmedbašić, Vaso Čubrilović, Nedeljko Čabrinović, Cvjetko Popović e Trifko Grabež coordenado por Danilo Ilić; todos, exceto um, eram sérvios bósnios e membros de um grupo estudantil revolucionário que mais tarde ficou conhecido como Jovem Bósnia. O objetivo político do assassinato era libertar a Bósnia e Herzegovina do domínio austro-húngaro e estabelecer um Estado para eslavos do sul ("iugoslavo"). O assassinato precipitou a Crise de Julho, que levou a Áustria-Hungria a declarar guerra ao Reino da Sérvia e ao início da Primeira Guerra Mundial.
A equipe de assassinato foi ajudada pela Mão Negra, um grupo secreto de nacionalistas sérvios; o apoio veio de Dragutin Dimitrijević, na época chefe da seção de inteligência militar do estado-maior sérvio, bem como do major Vojislav Tankosić e de Rade Malobabić, um agente da inteligência sérvia. Tankosić forneceu bombas e pistolas aos assassinos e os treinou em seu uso. Os assassinos tiveram acesso à mesma rede clandestina de esconderijos e agentes que Malobabić usou para a infiltração de armas e agentes na Áustria-Hungria.
Os assassinos e os principais membros da rede clandestina foram julgados em Sarajevo em outubro de 1914. No total, 25 pessoas foram indiciadas. Todos os seis assassinos, exceto Mehmedbašić, tinham menos de vinte anos na época do assassinato; enquanto o grupo era dominado por sérvios bósnios, quatro dos indiciados eram croatas bósnios e todos eram cidadãos austro-húngaros, nenhum da Sérvia. Princip foi considerado culpado de assassinato e alta traição; jovem demais para ser executado, ele foi condenado a vinte anos de prisão, enquanto os outros quatro agressores também receberam penas de prisão. Cinco dos prisioneiros mais velhos foram condenados à forca. Os membros da Mão Negra foram presos e julgados perante um tribunal sérvio em Salonica em 1917 sob acusações forjadas de alta traição; a Mão Negra foi dissolvida e três de seus líderes foram executados. Muito do que se sabe sobre os assassinatos vem desses dois julgamentos e registros relacionados. O legado de Princip foi reavaliado após a dissolução da Iugoslávia e a opinião pública sobre ele nos países pós-Iugoslávia é amplamente dividida em linhas étnicas.

## Antecedentes

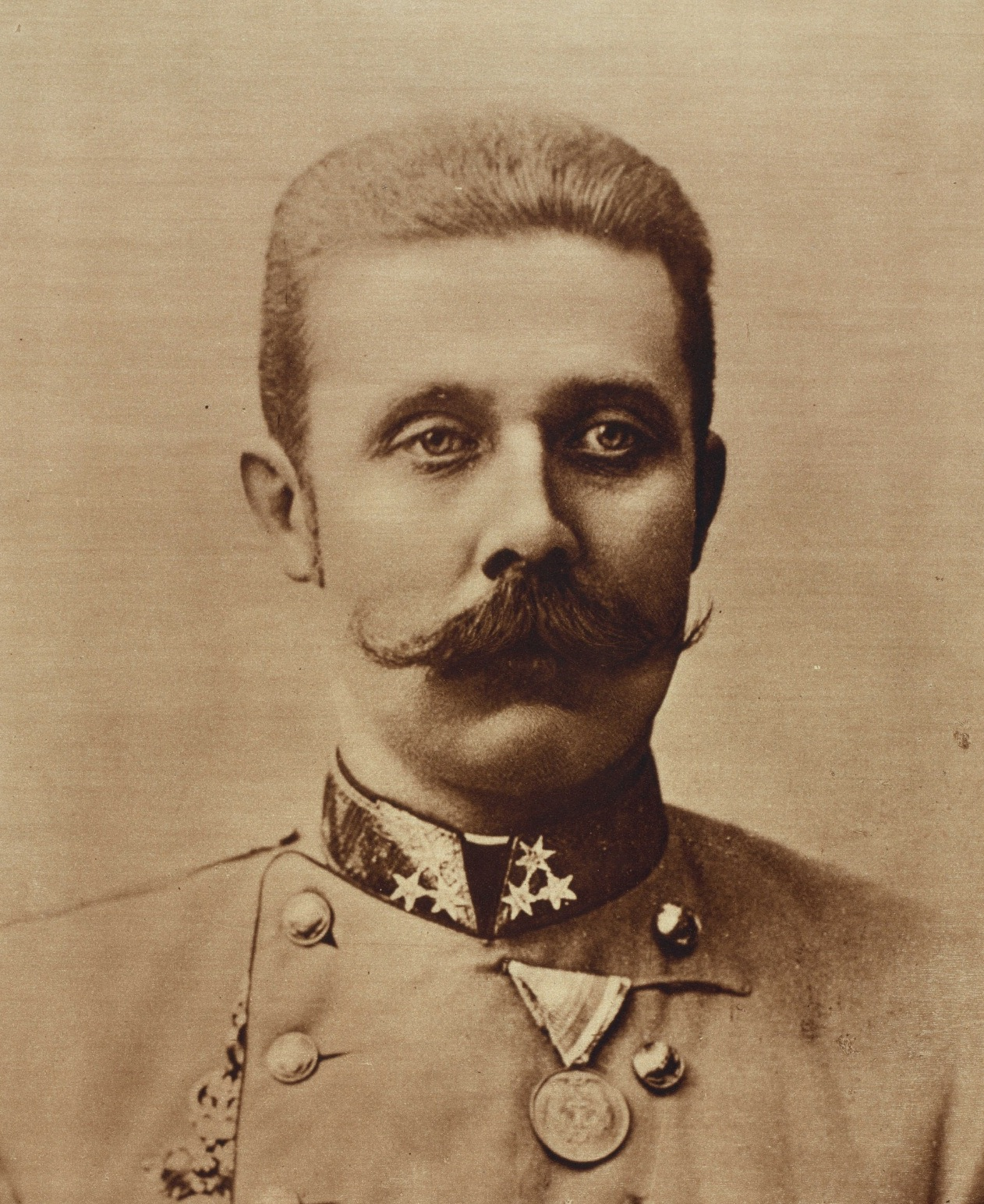
Arquiduque Francisco Fernando, herdeiro do Império Austro-Húngaro

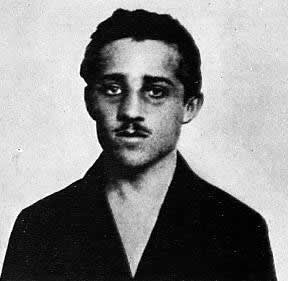
Gavrilo Princip, o assassino

Nos termos do Tratado de Berlim assinado em 1878, o vilaiete da Bósnia foi ocupado e colocado sob administração Austro-Húngara, embora oficialmente continuasse sob a soberania do Império Otomano. Pelo mesmo tratado, Áustria-Hungria, Inglaterra, França, Alemanha, Itália, Império Otomano e Rússia reconheceram o Reino da Sérvia como um Estado soberano. Inicialmente, os monarcas sérvios aceitaram reinar dentro dos limites estabelecidos pelo tratado.
A situação mudou em 1903 com o chamado Golpe de Maio, quando oficiais liderados por Dragutin Dimitrijević invadiram o palácio real. O grupo capturou Laza Petrović, chefe da guarda do palácio, e forçou-o a revelar o esconderijo do rei Alexandre I e da rainha Draga. Encontrados, os soberanos foram brutalmente assassinados e seus corpos atirados por uma das janelas do palácio. Os irmãos da rainha também foram mortos, por ordens de Vojislav Tankosić que, juntamente com Dimitrijević, foi uma das figuras proeminentes na trama para assassinar o arquiduque Francisco Fernando. Os insurgentes proclamaram Pedro I, da Casa de Karađorđević, como o novo rei da Sérvia.
A nova dinastia, de pendor nacionalista, aproximou-se da Rússia e afastou-se da Áustria-Hungria. Durante a década que se seguiu, tiveram lugar vários conflitos entre a Sérvia e os estados vizinhos, com o objetivo restabelecer o poderio e as fronteiras do antigo império do século XIV. Estes conflitos incluíram uma disputa aduaneira com a Áustria-Hungria no início de 1906, conhecida como "Guerra dos Porcos"; a Crise Bósnia de 1908-1909, durante a qual a Sérvia exigiu uma compensação da Áustria-Hungria pela anexação da Bósnia e Herzegovina; e, finalmente, as duas Guerras dos Bálcãs de 1912-1913, onde a Sérvia conquistou a Macedônia e o Kosovo — pertencentes ao Império Otomano.
Os sucessos militares e a indignação pela anexação austro-húngara da Bósnia incentivaram a mobilização de nacionalistas sérvios em torno de organizações "culturais", que se opunham ao governo austríaco. Nos cinco anos anteriores a 1914, houve uma série de tentativas de assassinato contra autoridades austro-húngaras na Croácia e na Bósnia — atentados executados, na maior parte das vezes, por cidadãos sérvios da Áustria-Hungria.
Em 15 de junho de 1910, Bogdan Žerajić tentou matar o general Marijan Verešanin, que governava a Bósnia e Herzegovina com mão de ferro. Žerajić era um ortodoxo sérvio de 22 anos de idade natural de Nevesinje, na Herzegovina, que fazia viagens frequentes a Belgrado. O atentado levou o general Verešanin a esmagar o último levante camponês bósnio no segundo semestre de 1910. Os cinco tiros disparados por Žerajić contra o governador, bem como o tiro fatal que o jovem deu em sua própria cabeça, serviram de inspiração aos futuros terroristas sérvios, incluindo Gavrilo Princip e seu cúmplice, Nedeljko Čabrinović. Princip declarou a respeito de Žerajić: "foi meu primeiro modelo. Quando tinha 17 anos, passei noites inteiras em seu túmulo, refletindo sobre a nossa condição miserável e pensando nele. Foi lá que decidi, mais cedo ou mais tarde, cometer um ultraje".
Em 1913, o imperador Francisco José I da Áustria encarregou seu sobrinho e herdeiro, o arquiduque Francisco Fernando de assistir as manobras militares que ocorreram na Bósnia em junho de 1914. Após a inspeção, o arquiduque planejava visitar Sarajevo com sua esposa, onde inauguraria as novas instalações do museu público. Segundo o seu filho mais velho, o duque Maximiliano, a duquesa Sofia teria acompanhado o marido por temer por sua segurança.
Francisco Fernando só obteve autorização para casar-se após aceitar uma série de condições impostas por Francisco José I, entre elas a de que nenhum de seus descendentes jamais pudesse ascender ao trono. Sofia, no papel de uma "condessa checa, era tratada como cidadã comum na corte austríaca". O 14º aniversário da união morganática seria em 28 de junho. Como o historiador A.J.P. Taylor escreveu:
"[Sofia] jamais poderia compartilhar da posição [de Francisco Fernando]… jamais poderia compartilhar de sua grandeza, nem sequer sentar-se ao seu lado em qualquer ocasião pública. Havia uma brecha… sua esposa poderia desfrutar do reconhecimento de sua posição quando ele estivesse exercendo uma função militar. Assim, ele decidiu, em 1914, inspecionar o exército na Bósnia. Em sua capital, Sarajevo, o arquiduque e sua esposa poderiam sentar-se lado a lado em uma carruagem aberta… Por amor, o arquiduque seguiu para a morte".
Francisco Fernando era um defensor dos Estados Unidos da Grande Áustria, um projeto federalista que reorganizaria a Áustria-Hungria a partir da criação de estados eslavos semi-autônomos reunidos no império sob uma terceira coroa. Um reino eslavo poderia ter sido um reduto contra o irredentismo sérvio, visto pelo arquiduque como uma ameaça. Princip declarou mais tarde ao tribunal que uma de suas motivações era impedir o plano de reformas de Francisco Fernando. No dia do assassinato, 28 de junho — 15 de junho pelo calendário juliano —, era comemorada a festa de São Vito, conhecida na Sérvia como Vidovdan, onde se celebra o sucesso da Batalha do Kosovo de 1389 contra os otomanos — na qual o sultão Murade I foi assassinado em sua tenda por um sérvio.

## Preliminares

### Plano de ação
Danilo Ilić — um servo-bósnio que já havia sido professor e bancário — viveu, entre 1913 e 1914, com sua mãe, que dirigia uma pequena pensão em Sarajevo. Secretamente, entretanto, Ilić dirigia a Mão Negra, facção terrorista dos irredentistas sérvios na cidade. No final de 1913, ele esteve no posto de escuta sérvio em Užice, onde se encontrou com o oficial encarregado, o capitão C.A. Popović (um membro da Mão Negra). Ilić recomendou que se passasse do estágio de organização revolucionária para um plano de ação direta contra a Áustria-Hungria. Popović enviou-o, então, a Belgrado, para discutir o assunto com o chefe da inteligência militar sérvia, coronel Dragutin Dimitrijević, mais comumente conhecido pelo codinome "Apis". Naquele ano, o coronel e outros conspiradores militares (que participaram ativamente do Golpe de Maio de 1903) passaram a dominar o que restava da Mão Negra.
Não há relatos sobre o que ocorreu entre Ilić e "Apis" mas, logo após seu encontro, o braço direito do coronel (e confrade na Mão Negra), major Vojislav Tankosić — que estava no comando dos treinamentos de guerrilha —, convocou uma reunião com os irredentistas sérvios em Toulouse, França. Entre os convocados para esta reunião estava Muhamed Mehmedbašić, carpinteiro de profissão, filho de um nobre muçulmano empobrecido da Herzegovina e membro da Mão Negra — tendo sido empossado na organização por Vladimir Gacinović, diretor provincial para a Bósnia e Herzegovina, e por Ilić. Mehmedbašić dizia-se "ansioso para realizar um ato de terrorismo para reavivar o espírito revolucionário da Bósnia". Embora a reunião de Toulouse, em janeiro de 1914, tenha trazido ao debate os nomes de várias personalidades austro-húngaras (incluindo Francisco Fernando) como possíveis alvos dos atentados, os participantes decidiram-se por enviar Mehmedbašić a Sarajevo para matar o governador da Bósnia, Oskar Potiorek.
No caminho entre a França e a Bósnia e Herzegovina, o trem em que Mehmedbašić viajava foi revistado por policiais, que procuravam por um ladrão. Temendo ser revistado também, Mehmedbašić jogou suas armas (uma adaga e uma garrafa de veneno) pela janela e, ao chegar a Sarajevo, saiu em busca de outras armas para a execução do plano.

### A escolha por Francisco Fernando
Em 26 de março de 1914, quando Mehmedbašić estava pronto para agir contra Potiorek, Ilić convocou-o para outra reunião e informou que Belgrado havia descartado a missão de matar o governador. As novas ordens eram para eliminar o arquiduque Francisco Fernando e Mehmedbašić deveria ficar de prontidão.
Ilić recrutou os jovens sérvios Vaso Čubrilović e Cvjetko Popović para participarem do atentado logo após a Páscoa. Três jovens — Gavrilo Princip, Trifun Grabež, e Nedjelko Čabrinović — servo-bósnios residentes em Belgrado, testemunharam no julgamento de Sarajevo que, quase na mesma época (um pouco depois da Páscoa), eles estavam ansiosos por realizar um assassinato e aproximaram-se de um colega bósnio — Milan Ciganović, ex-guerrilheiro — e que, por meio dele, chegaram ao major Tankosić, que os encarregou de transportar armas para Sarajevo e tomar parte no atentado.
Os planos, entretanto, foram adiados por mais de um mês. O grupo foi contatado por Ciganović, que os colocou a par dos acontecimentos: "Não há nada a fazer, o velho imperador está doente e o herdeiro não virá à Bósnia". Quando Francisco José se restabeleceu, a operação foi retomada e Tankosić deu aos assassinos uma pistola para que praticassem.
O restante das armas foi finalmente entregues em 26 de maio. Os três assassinos de Belgrado testemunharam que o major Tankosić lhes forneceu, diretamente e também por intermédio de Ciganović, seis granadas, quatro pistolas automáticas Browning e munição, além de dinheiro, pílulas de suicídio, treinamento, um mapa especial com o posicionamento da guarda, contatos de um túnel clandestino usado para infiltrar agentes e armas na Áustria-Hungria e um pequeno cartão que os autorizava a utilizar aquele túnel. Tankosić confirmou posteriormente ao jornalista e historiador Luciano Magrini que havia fornecido as bombas e pistolas, que foi responsável pelo treinamento de Princip, Grabež e Čabrinović e que a ideia das pílulas de suicídio foi sua.

### O túnel

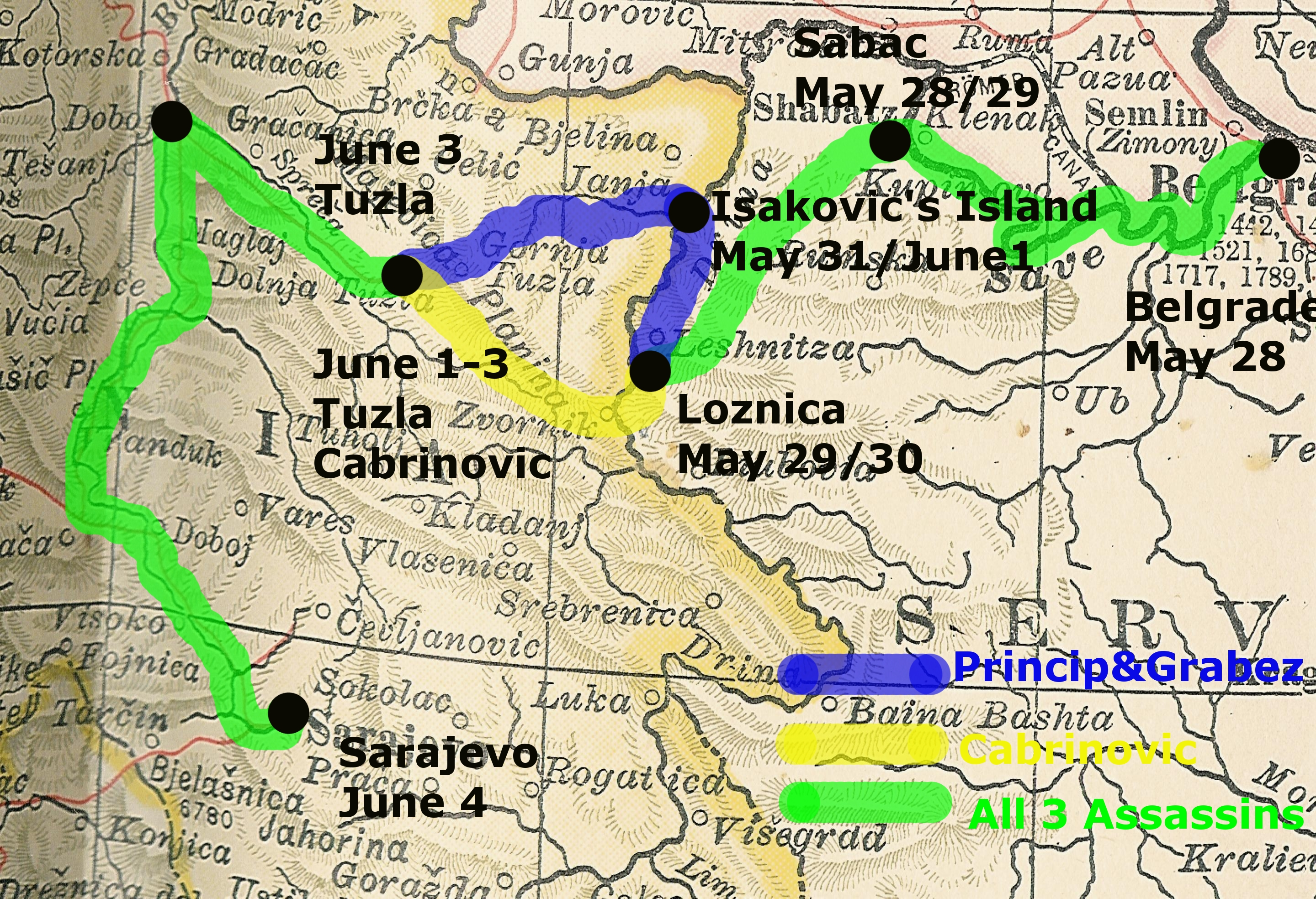
A rota dos assassinos de Belgrado a Sarajevo

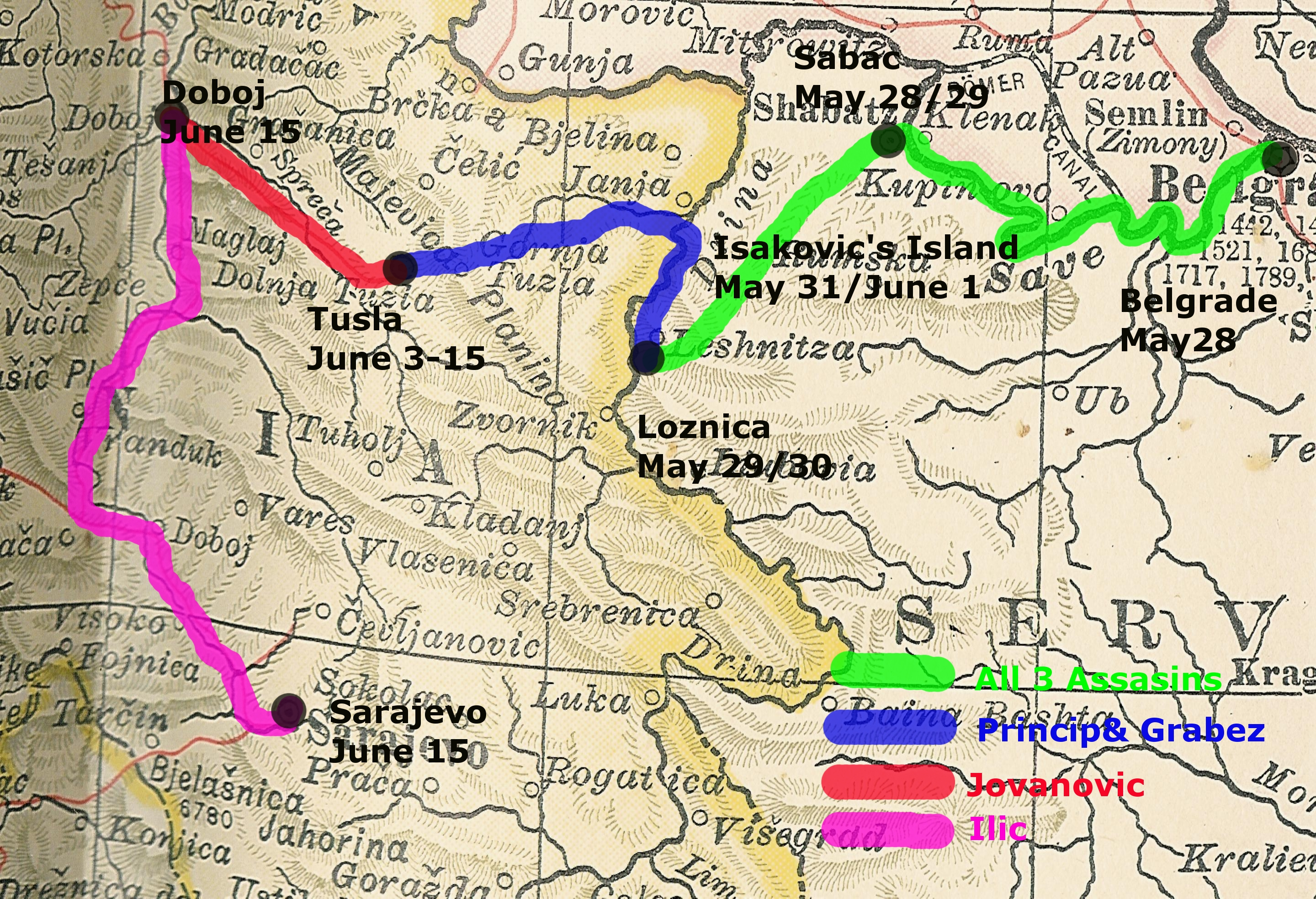
A rota das armas de Belgrado a Sarajevo

Princip, Grabež e Čabrinović deixaram Belgrado num barco em 28 de maio, viajando ao longo do rio Sava até Šabac, onde entregaram o pequeno cartão ao capitão Popović, da polícia de fronteira sérvia. Popović, por sua vez, forneceu-lhes uma carta para ser entregue ao capitão sérvio Prvanović e preencheu um formulário com os nomes de três funcionários aduaneiros cujas identidades eles poderiam assumir para receber passagens de trem com desconto na viagem para Loznica, uma pequena cidade da fronteira.
Quando os três jovens chegaram a Loznica, em 29 de maio, o capitão Prvanović convocou três de seus sargentos para discutir qual a melhor maneira deles atravessarem a fronteira sem serem detectados. Enquanto aguardavam, Princip e Grabež tiveram um desentendimento com Čabrinović sobre suas repetidas violações da segurança operacional. Ele entregou suas armas aos dois comparsas e Princip orientou-o a seguir sozinho para Zvornik, utilizar o cartão de identificação de Grabež para atravessar a fronteira até Tuzla e retornar em seguida.
Na manhã de 30 de maio, o sargento Budivoj Grbić aceitou a tarefa de levar Princip e Grabež até Isaković, uma pequena ilha no meio do rio Drina, que separava a Sérvia da Bósnia. Chegando ao destino no dia seguinte, Grbić deixou os jovens e suas armas aos cuidados de agentes da Narodna Odbrana — grupo nacionalista sérvio — que seriam os responsáveis por seu transporte em território austro-húngaro e aos diversos esconderijos. Princip e Grabež cruzaram a fronteira com a Áustria-Hungria na noite de 1 de junho. Passaram por vários agentes sérvios até chegar a Tuzla, em 3 de junho. Eles deixaram as armas com Misko Jovanović, agente da Narodna Odbrana, e reuniram-se com Čabrinović.
Os agentes da Narodna Odbrana reportavam suas atividades a Boža Janković, presidente da organização, que, por sua vez, reportava-se diretamente ao primeiro-ministro interino, Nikola Pašić. O relatório a Pašić continha o nome de um novo conspirador militar, o major sérvio Kosta Todorović, comissário de fronteira e diretor dos serviços de inteligência militar sérvia para a fronteira de Rada a Ljuboija. Notas manuscritas pelo primeiro-ministro também incluíam o codinome de um dos assassinos ("Trifko" Grabež) e o nome do major Tankosić. Tanto os relatórios quanto os manuscritos e outros documentos comprobatórios foram apreendidos mais tarde pelos austríacos.
Em Tuzla, Čabrinović encontrou casualmente com Ivan Vila, amigo de seu pai e detetive da polícia de Sarajevo. Coincidentemente, Vila viajava para Sarajevo no mesmo trem que os três comparsas e Čabrinović perguntou-lhe sobre a data da visita de Francisco Fernando à capital. Na manhã seguinte, ele informava aos conspiradores que o atentado ocorreria em 28 de junho.
Ao chegarem a Sarajevo, em 4 de junho, Princip, Grabež e Čabrinović seguiram caminhos diferentes: o primeiro encontrou-se com Ilić, depois visitou sua família em Hadžici e retornou à capital em 6 de junho, hospedando-se na casa da mãe de Ilić; Grabež juntou-se a sua família em Pale e Čabrinović voltou para a casa de seu pai, em Sarajevo.
Em 14 de junho, Ilić viajou para Tuzla a fim de trazer as armas para Sarajevo. De lá, seguiu com Miško Jovanović para Doboj, onde este mantinha o armamento escondido numa grande caixa de açúcar. Para não levantar suspeitas, os dois viajaram em trens separados. Nesse mesmo dia Ilić retornou a Sarajevo, tendo o cuidado de trocar de trem nos limites da cidade, transferindo-se rapidamente para um bonde para evitar a detecção da polícia. Ao chegar à casa de sua mãe, Ilić escondeu as armas em uma mala sob um sofá e viajou, por volta de 17 de junho, para Brod. Questionado no julgamento sobre a finalidade da viagem, Ilić forneceu informações confusas, afirmando inicialmente que havia viajado a Brod para impedir o assassinato e posteriormente, que havia retornado a Sarajevo para aquele fim.

### Véspera dos ataques
Ilić começou a distribuir as armas aos conspiradores em 27 de junho. Até essa data ele manteve segredo sobre as identidades dos assassinos de Belgrado aos que haviam sido recrutados em Sarajevo e vice-versa. Segundo Mehmedbašić "na véspera do ataque Ilić me apresentou a Princip, num café de Sarajevo com as palavras 'Mehmedbašić estará conosco amanhã'". Os três enviaram um cartão postal para Vladimir Gaćinović, diretor provincial da Mão Negra para a Bósnia e Herzegovina, que se encontrava na França. Na manhã do dia 28 de junho, Ilić posicionou os seis assassinos ao longo da rota da comitiva imperial, exortando-os à bravura.

## O assassinato

### A comitiva

Mapa do local onde o Arquiduque foi morto

Na manhã de 28 de junho de 1914, Francisco Fernando e sua comitiva partiram de trem de Ilidža para Sarajevo, onde foi recebido com grande pompa pelo governador Oskar Potiorek. Seis carros foram colocados à disposição da comitiva. Entretanto, por engano, três agentes da polícia local embarcaram no primeiro carro juntamente com o chefe de segurança especial, enquanto os oficiais a seu serviço foram deixados para trás. O segundo carro levava o prefeito e o chefe de polícia de Sarajevo. O terceiro carro era um Gräf & Stift, veículo esportivo conversível, onde Francisco Fernando, Sofia, o governador Potiorek e o tenente-coronel conde Franz von Harrach embarcaram. Segundo o programa oficial da visita, a primeira parada da comitiva seria num quartel, para uma rápida inspeção. Às 10 horas da manhã, o grupo seguiu para a câmara municipal.

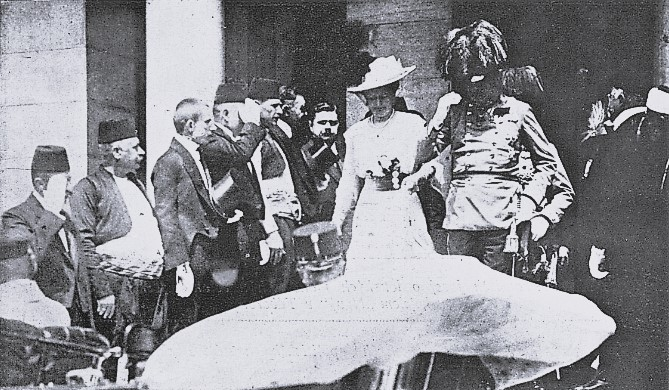
Francisco Fernando e Sofia deixando a Câmara Municipal de Sarajevo minutos antes do atentado que os matou

### Atentado a bomba

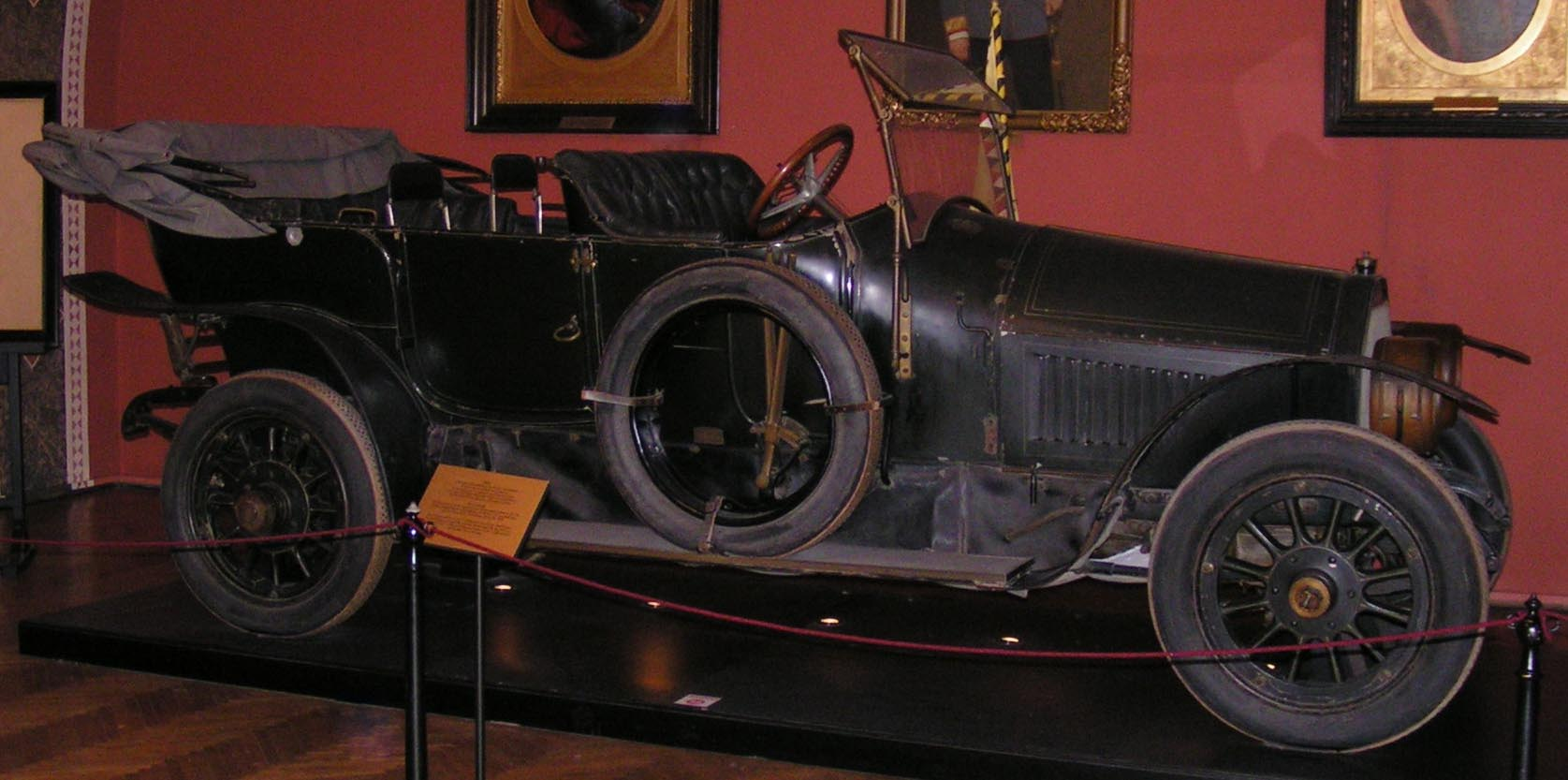
O veículo usado por Francisco Fernando no dia do assassinato. O buraco deixado pela bala que matou Sofia pode ser visto acima do pneu à esquerda da foto

A comitiva passou pelo primeiro terrorista, Mehmedbašić, que havia sido posicionado por Ilić em frente ao jardim do Café Mostar. Entretanto, ele não conseguiu atirar sua bomba sobre o carro do arquiduque. Vaso Čubrilović, que estava ao seu lado com uma pistola e uma bomba, também não conseguiu agir. O próximo terrorista por quem a comitiva passaria era Nedeljko Čabrinović, armado com uma bomba no lado oposto da rua paralela ao rio Miljacka.
Às 10h10min da manhã, o carro de Francisco Fernando se aproximou e Čabrinović atirou sua bomba. Entretanto, o artefato bateu na capota aberta do veículo e caiu na rua, explodindo sob o carro seguinte da comitiva. A explosão abriu no chão um buraco de 30 cm de diâmetro e feriu um total de 20 pessoas.
Após o ataque, Čabrinović engoliu a cápsula de cianureto e pulou no rio Miljacka. Porém, a tentativa de suicídio fracassou, pois o terrorista vomitou o veneno e o rio tinha apenas cerca de 12 centímetros de profundidade. Detido pela polícia, Čabrinović foi agredido pela multidão antes de ser levado em custódia.
A comitiva partiu em disparada em direção à câmara municipal, deixando o carro danificado para trás. Cvjetko Popović, Gavrilo Princip e Trifun Grabež não conseguiram efetuar nenhum ataque contra o grupo, devido à velocidade com que se deslocavam.

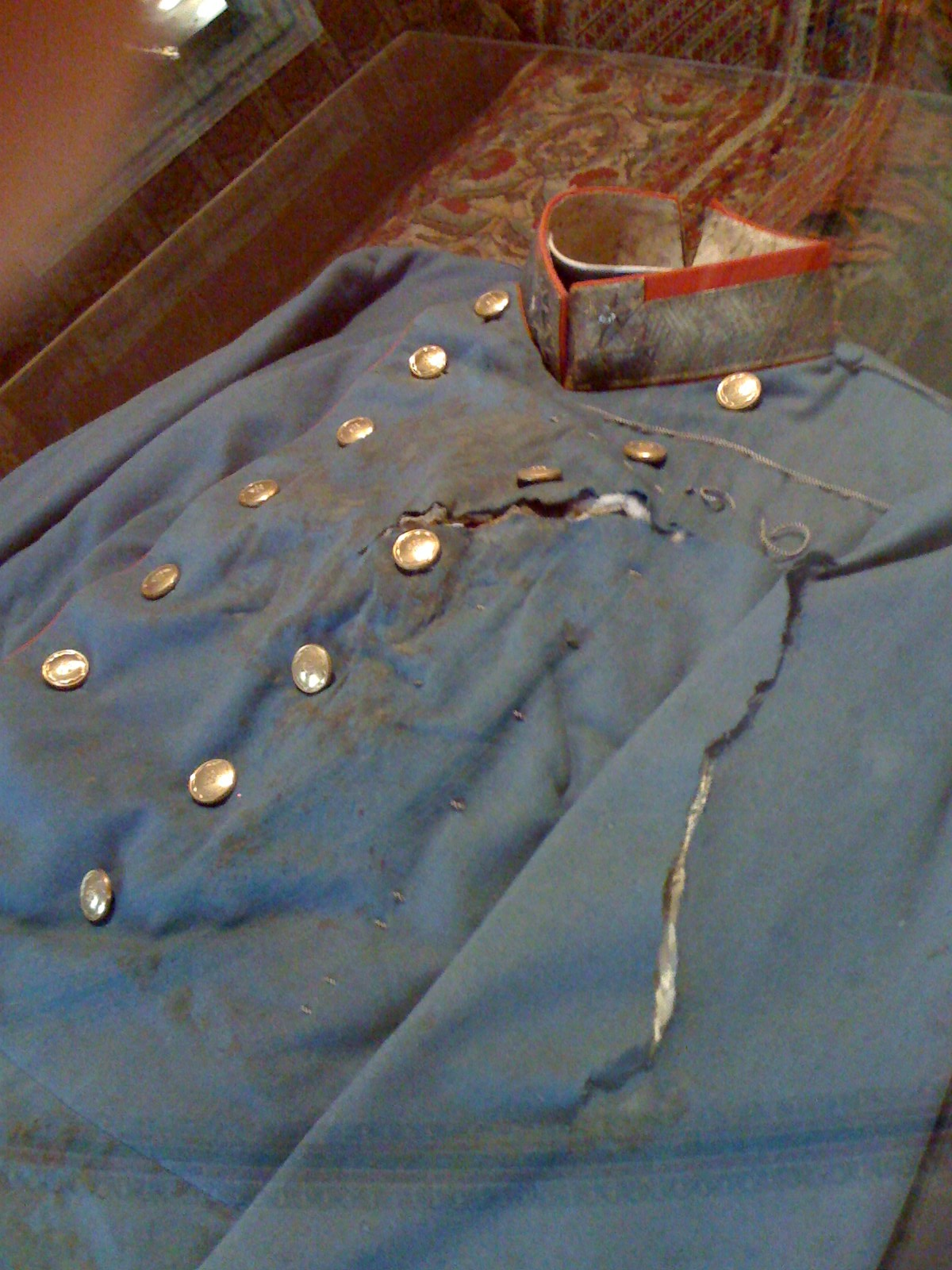
A farda de Francisco Fernando, ainda com vestígios de sangue

### Recepção na câmara municipal
Ao chegar à câmara municipal para uma recepção oficial, Francisco Fernando mostrou claros sinais de irritação e estresse, interrompendo um discurso de boas vindas do prefeito Curcic para protestar: "Senhor prefeito, eu vim aqui para uma visita e lançaram bombas contra mim. É ultrajante!". A duquesa Sofia, então, sussurrou algo ao ouvido do marido. Francisco Fernando fez uma pausa e disse ao prefeito: ".. Agora você pode falar". Finalmente o arquiduque acalmou-se e o prefeito fez seu discurso. Quando chegou o momento de Francisco Fernando discursar, ele acrescentou ao texto já preparado algumas observações sobre os acontecimentos do dia agradecendo ao povo de Sarajevo pela "expressão de sua alegria com o fracasso da tentativa de assassinato."
Oficiais e membros da comitiva do arquiduque discutiram o que fazer a seguir. Francisco Fernando e Sofia cancelaram sua agenda para visitar os feridos pelo atentado no hospital. O conde Harrach postou-se no estribo esquerdo do carro para proteger o arquiduque. Às 10h45min da manhã, Francisco Fernando e Sofia embarcaram, como antes, no terceiro carro da comitiva. A fim de evitar o centro da cidade, o governador Potiorek decidiu que o veículo imperial deveria seguir em linha reta ao longo do cais Appel para o Hospital de Sarajevo. No entanto, Potiorek esqueceu-se de informar o motorista, Leopold Lojka, sobre esta decisão. No caminho para o hospital, Lojka entrou à direita na rua Francisco José.

### Morte a tiros
Após saber que o plano de assassinato havia malogrado, Princip foi até uma delicatessen nas proximidades. No curto trajeto o sérvio avistou o carro aberto de Francisco Fernando manobrando próximo da Ponte Latina. Neste momento, o motorista iniciava o retorno para tomar o caminho certo para o Hospital de Sarajevo, mas o motor do veículo parou durante a manobra e Princip teve a sua oportunidade.
Princip avançou e disparou dois tiros a uma distância de cerca de cinco metros, usando uma pistola semi-automática 9x17mm (.380 ACP) FN modelo 1910, com o número de série #19074. A primeira bala atingiu o arquiduque na veia jugular e a segunda atingiu o abdome da duquesa. Princip foi imediatamente detido. Durante o julgamento ele afirmaria que sua intenção não era matar Sofia, mas o governador Potiorek.
Gravemente ferido, o casal foi levado para atendimento médico na residência do governador. Conforme relatado pelo conde Harrach, as últimas palavras de Francisco Fernando foram: "Sofia, Sofia! Não morra! Viva para nossos filhos!" seguidas por seis ou sete declarações de "Não é nada", em resposta às perguntas do conde sobre seu estado. Suas palavras foram, então, seguidas por um longo estertor. Sofia morreu antes de chegar à residência do governador. Francisco Fernando morreu 10 minutos depois.

### Consequências
Todos os envolvidos no atentado acabaram sendo capturados. Aqueles que permaneceram sob custódia austro-húngara foram julgados juntamente com os responsáveis pelo túnel, que ajudaram a entregar as armas dos conspiradores em Sarajevo. Mehmedbašić foi preso em Montenegro, mas foi autorizado a "escapar" para a Sérvia, onde se juntou aos auxiliares do major Tankosić — em 1916 ele seria finalmente preso.
Tumultos anti-Sérvia eclodiram em Sarajevo e em vários outros locais da Áustria-Hungria nas primeiras horas após o assassinato, até que a ordem fosse restabelecida pelos militares.

## Julgamentos e condenações

### Julgamento de Sarajevo (outubro de 1914)

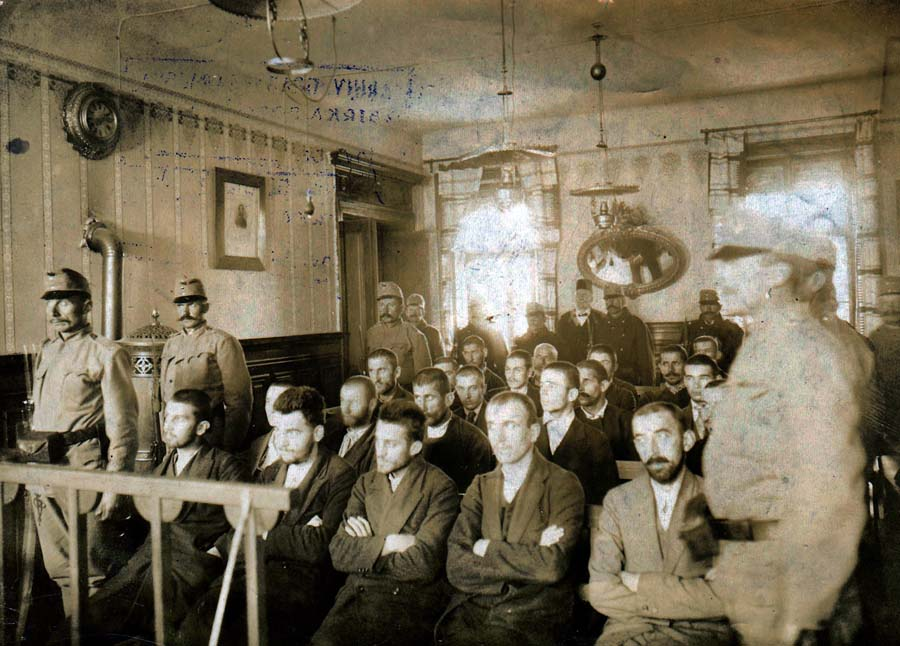
O julgamento de Sarajevo. Princip está sentado ao centro da primeira fila

Autoridades austro-húngaras prenderam e processaram os conspiradores de Sarajevo juntamente com os agentes e camponeses que ajudaram na execução dos planos. A principal acusação era conspiração para alta traição envolvendo círculos oficiais no Reino da Sérvia, cuja pena era a morte. O julgamento ocorreu entre 12 e 23 outubro e o veredicto foi proferido em 28 de outubro de 1914.
Os réus adultos, sujeitos à pena de morte, apresentaram-se no julgamento como participantes involuntários da conspiração. O depoimento de Veljko Cubrilović (agente da Narodna Odbrana que ajudou a coordenar o transporte das armas) é ilustrativo dessa tática de defesa. Ele declarou ao tribunal: "Princip me encarou e falou energicamente: 'Se quer saber, é por essa razão que vamos efetuar o assassinato do herdeiro e, já que sabe disso, deve manter segredo. Se nos trair, você e sua família serão destruídos'". Questionado por seu advogado, Cubrilović descreveu detalhadamente os motivos que o obrigaram a cooperar com Princip e Grabež. Explicou que uma organização revolucionária, capaz de cometer grandes atrocidades, estava por trás de Princip, que ele sabia da existência de tal organização na Sérvia e que, portanto, temia que sua casa fosse destruída e sua família morta se ele não fizesse o que queriam. Quando questionado por que se arriscou a ser punido pela lei ao invés de contar com a proteção dela contra tais ameaças, ele respondeu: "Eu tinha mais medo do terror do que da lei".
Para refutar a acusação, os conspiradores de Belgrado — que, devido sua pouca idade, não estavam sujeitos à pena de morte — tentaram preservar os órgãos oficiais sérvios, modificando seus depoimentos e assumindo toda a culpa pela conspiração. Princip declarou em seu depoimento: "Sou um nacionalista iugoslavo e acredito na unificação de todos os eslavos do Sul sob qualquer forma de estado que seja livre da Áustria". Inquirido sobre como pretendia realizar seu objetivo, ele respondeu: "Por meio do terror". Cabrinović, porém, declarou que as convicções políticas que o motivaram a matar Francisco Fernando eram as mesmas defendidas em meios sérvios. O tribunal não acreditou nas histórias dos réus, alegando que estes pretendiam eximir a Sérvia de culpa. O veredicto foi: "O tribunal considera provado pelas evidências que tanto a Narodna Odbrana quanto círculos militares do Reino da Sérvia responsáveis pelos serviços de espionagem, colaboraram com a conspiração".
Pela lei austro-húngara, os condenados com idade inferior a 20 anos à época do crime poderiam receber uma pena máxima de 20 anos de prisão. Apesar de pairarem dúvidas sobre a real idade de Princip, o tribunal terminou por concluir que ele tinha menos de 20 anos no momento do assassinato. Como a Bósnia e Herzegovina não pertencia formalmente ao Império Austro-Húngaro, o governador bósnio — e ministro das finanças austríaco — Leon Biliński pediu clemência a Francisco José I para os condenados à morte. O imperador atendeu a dois dos pedidos.
As sentenças foram as seguintes:
| Nome                 | Sentença                                                                                       |
| -------------------- | ---------------------------------------------------------------------------------------------- |
| Gavrilo Princip      | 20 anos de prisão.                                                                             |
| Nedjelko Čabrinović  | 20 anos de prisão.                                                                             |
| Trifko Trifun Grabež | 20 anos de prisão.                                                                             |
| Vaso Čubrilović      | 16 anos de prisão.                                                                             |
| Cvjetko Popović      | 13 anos de prisão.                                                                             |
| Lazar Djukić         | 10 anos de prisão.                                                                             |
| Danilo Ilić          | Morte por enforcamento (executado em 3 de fevereiro de 1915).                                  |
| Veljko Čubrilović    | Morte por enforcamento (executado em 3 de fevereiro de 1915).                                  |
| Nedjo Kerović        | Morte por enforcamento, comutada em 20 anos de prisão pelo imperador Francisco José I.[nota 8] |
| Mihaijlo Jovanović   | Morte por enforcamento (executado em 3 de fevereiro de 1915).                                  |
| Jakov Milović        | Morte por enforcamento, comutada em 20 anos de prisão pelo imperador Francisco José I.         |
| Mitar Kerović        | Prisão perpétua.                                                                               |
| Ivo Kranjcević       | 10 anos de prisão.                                                                             |
| Branko Zagorac       | 3 anos de prisão.                                                                              |
| Marko Perin          | 3 anos de prisão.                                                                              |
| Cvijan Stjepanović   | 7 anos de prisão.                                                                              |
| Outros 9 réus        | Absolvidos.                                                                                    |
Durante o julgamento, Čabrinović expressou arrependimento pelos assassinatos. Após a condenação, ele recebeu uma carta de perdão dos três órfãos de Francisco Fernando e Sofia. Čabrinović e Princip morreriam de tuberculose na prisão.

### Julgamento de Salônica (1917)
No final de 1916 e início de 1917, a Áustria-Hungria iniciou conversações secretas de paz com a França. Sabe-se hoje que discussões paralelas também foram realizadas entre a Áustria-Hungria e a Sérvia em Genebra, sendo o primeiro-ministro Pašić representado por Stojan Protic, seu braço direito, e o príncipe-regente Alexandre representado por seu confidente, o coronel Petar Živković. Carlos I da Áustria estabeleceu uma condição primordial para que a soberania da Sérvia (que havia sido ocupada em 1915) fosse restabelecida: garantias de que não ocorreriam novas agitações políticas contra a Áustria-Hungria.
Havia algum tempo que o príncipe-regente Alexandre e os oficiais leais a ele planejavam livrar-se da camarilha militar chefiada por "Apis", que representava uma séria ameaça ao seu poder político. A proposta de paz austro-húngara deu um novo impulso a este plano. Em 15 de março de 1917, "Apis" e seus partidários foram indiciados por várias acusações falsas alheias a Sarajevo (o caso foi novamente julgado pelo Supremo Tribunal da Sérvia em 1953 e todos os réus foram absolvidos), pela Corte Marcial Sérvia na frente de Salônica — à época, controlado pela França. Em 23 de maio, "Apis" e oito de seus colaboradores foram condenados à morte e dois outros foram condenados a 15 anos de prisão. Um réu morreu durante o julgamento e as acusações contra ele foram retiradas. O Supremo Tribunal da Sérvia reduziu a sete o número de sentenças de morte e o príncipe-regente comutou outras quatro. Entre os julgados, quatro dos réus confessaram sua participação nos atentados de Sarajevo e suas sentenças finais foram as seguintes:
| Nome                           | Sentença                                                                                     |
| ------------------------------ | -------------------------------------------------------------------------------------------- |
| Dragutin Dimitrijević ("Apis") | Morte por fuzilamento (executado em 26 de junho de 1917) e 70 dinares de custas do processo. |
| Ljuba Vulović                  | Morte por fuzilamento (executado em 26 de junho de 1917) e 70 dinares de custas do processo. |
| Rade Malobabić                 | Morte por fuzilamento (executado em 26 de junho de 1917) e 70 dinares de custas do processo. |
| Muhamed Mehmedbašić            | 15 anos de prisão (comutada e cancelada em 1919) e 60 dinares de custas do processo.         |
Para justificar as execuções, o primeiro-ministro Pašić escreveria ao seu embaixador em Londres: "… Dimitrijević (Apis), além de tudo o mais, admitiu que houvesse ordenado a morte de Francisco Fernando. E agora, quem poderia indultá-lo?".
Enquanto os três condenados eram levados para a execução, "Apis" comentou com o motorista: "Agora está claro para mim e para você também que eu serei morto hoje por fuzis sérvios unicamente por ter organizado o ultraje de Sarajevo".
Vojislav Tankosić foi morto em combate no final de 1915 e por isso não foi levado a julgamento.

## Controvérsia sobre a responsabilidade

### "Aviso" da Sérvia à Áustria-Hungria
Após os assassinatos, os embaixadores sérvios na França, Milenko Vesnić, e na Rússia, Spalaiković, declararam que a Sérvia havia advertido a Áustria-Hungria sobre o atentado iminente. Entretanto, logo depois, o governo sérvio negou ter conhecimento da trama ou ter feito qualquer aviso. O primeiro-ministro Pašić desmentiu seus embaixadores em matérias publicadas pelo Az Est de 7 de julho e pela edição parisiense do New York Herald de 20 de julho. Porém, outros membros do governo também mencionaram a "advertência", como o ministro da educação sérvio, Ljuba Jovanović, que escreveu no Krv Sloventsva que, no final de maio ou início de junho, Pašić havia analisado a possível trama de assassinato com membros de seu gabinete. Em 18 de junho, um telegrama, carente de detalhes, ordenava o embaixador sérvio em Viena, Jovan Jovanović, a avisar o governo austro-húngaro que a Sérvia tinha razões para acreditar que havia uma conspiração para assassinar Francisco Fernando na Bósnia. De fato, em 21 de junho, Jovanović encontrou-se com o ministro das finanças austro-húngaro, Leon Biliński. De acordo com o coronel Lesanin, adido militar sérvio em Viena, Jovanović "… destacou, em termos gerais, os riscos que o arquiduque-herdeiro corria com a inflamada opinião pública na Bósnia e na Sérvia. Alguma desgraça poderia acontecer com ele. Sua viagem poderia gerar incidentes e manifestações que a Sérvia censuraria, mas que teriam repercussão fatal nas relações austro-sérvias". Ao término da reunião, o embaixador declarou a Lesanin que "… Biliński não demonstrou atribuir nenhuma importância à mensagem e dispensou-o, limitando-se a agradecer-lhe e despedir-se dizendo: 'Vamos esperar que nada aconteça'".
Em 1924, Jovanović veio a público afirmar que o aviso tinha sido feito por sua própria iniciativa e que teria dito a Biliński que "entre os jovens sérvios (do Exército), poderia haver alguém disposto a carregar seu fuzil ou revólver com munição verdadeira ao invés das balas de festim e poderia disparar contra o incitador (Francisco Fernando)". Biliński nunca falou abertamente sobre o assunto, mas seu chefe de departamento de imprensa confirmou que uma reunião havia ocorrido, mas afirmou que, com exceção de um vago aviso, jamais houve menção a soldados da minoria étnica austro-sérvia atirando contra Francisco Fernando.

### Rade Malobabić
Em 1914, Rade Malobabić era o chefe de espionagem da inteligência militar sérvia na Áustria-Hungria. Seu nome apareceu em documentos sérvios capturados durante a guerra. Esses documentos descreviam a gestão de armamento, munições e agentes da Sérvia para a Áustria-Hungria, sob a direção de Malobabić.
Devido à supressão pela Sérvia da confissão de "Apis" e das transcrições do julgamento de Salônica, os historiadores não vincularam, inicialmente, Malobabić ao ataque de Sarajevo. No entanto, em sua confissão, "Apis" afirma: "encarreguei Malobabić de organizar o assassinato por ocasião do anúncio da chegada de Francisco Fernando a Sarajevo". No julgamento de Salônica, o coronel Ljubomir Vulović (chefe do serviço de fronteira sérvio) declarou: "em 1914, por ocasião da minha viagem oficial de Loznica a Belgrado, recebi uma carta do Estado-Maior [assinado pelo marechal Putnik, oficial do primeiro escalão sérvio] notificando a chegada dos agentes de Malobabić e de um professor cujo nome não me lembro (Danilo Ilić era professor, mas não está claro se é a ele que Vulović se refere) para que eu pudesse enviar [sic] à Bósnia. Por isso fui para Loznica e, neste mesmo dia ou pouco depois, enviei Rade e o professor para a Bósnia. Logo depois ocorreu o assassinato, em Sarajevo, do arquiduque Francisco Fernando". Na véspera de sua execução, Malobabić disse a um padre: "Mandaram-me ir para Sarajevo, quando o assassinato estava para acontecer e, quando tudo acabou, mandaram-me voltar e cumprir outras missões, e então houve a eclosão da guerra". No livro "The Road to Sarajevo", Vladimir Dedijer apresentou provas testemunhais adicionais de que Malobabić chegou a Sarajevo na véspera do ataque e deu o sinal definitivo, à frente da operação, para Danilo Ilić.

### "Mão Negra" ou Inteligência Militar Sérvia?
Após a vitória sérvia sobre a Bulgária na Macedônia nas Guerras dos Bálcãs, a "Mão Negra" tornou-se moribunda devido à falta de um substituto ao presidente falecido, aos desentendimentos internos e à falta de recursos financeiros. Por volta de 1914, a organização já não atuava mais sob sua constituição inicial, mas como uma criação do chefe da inteligência militar sérvia, "Apis", e suas fileiras ativas eram compostas em sua maioria por oficiais sérvios leais a ele. Em seu depoimento, "Apis" afirmou que as ordens para os membros da organização eram redigidas com a frase inicial "Como chefe do Departamento de Inteligência do Estado-Maior Geral", invocando a cadeia de comando militar. Considerando o fato da "Mão Negra" original encontrar-se inativa, que sua "Constituição" previa, em seu artigo 16.º, que tal atentado só poderia ser ordenado após uma votação do conselho supremo, do presidente ou do secretário, o que não ocorreu, muitos autores defendem que a responsabilidade pelos assassinatos deva ser atribuída à inteligência militar sérvia. Por outro lado, o envolvimento de Milan Ciganović e de agentes da "Mão Negra", bem como o fato de Vladimir Gaćinović, diretor provincial da "Mão Negra" para a Bósnia e Herzegovina, ter sido consultado sobre o atentado, favorecem a atribuição da responsabilidade à "Mão Negra".

### Recorte de jornal
No julgamento, observa-se que os três assassinos de Belgrado tentaram assumir toda a culpa pelo atentado. Čabrinović reivindicou a ideia de matar Francisco Fernando, após receber pelo correio um recorte de jornal anunciando a visita do arquiduque a Sarajevo. Ele teria mostrado o recorte a Princip e combinado o assassinato. Princip declarou que, na época da Páscoa (19 de abril), ele escreveu uma carta a Ilić, informando-o dos planos de matar Francisco Fernando. Grabež testemunhou que ele e Princip, também na época da Páscoa, combinaram matar o governador Potiorek ou Francisco Fernando, mas decidiram-se um pouco mais tarde pelo arquiduque.
Em 26 de março Ilić e Mehmedbašić já haviam concordado em matar Francisco Fernando com base nas instruções vindas de Belgrado, anteriores ao referido recorte de jornal e às discussões entre os três assassinos na capital sérvia.

### Narodna Odbrana
A inteligência militar sérvia — através de remanescentes da "Mão Negra" — infiltrou-se na Narodna Odbrana, usando seu túnel clandestino para transferir os assassinos e suas armas de Belgrado a Sarajevo. Em 5 de junho de 1914, num relatório ao primeiro-ministro Pašić, Boza Milanović, presidente da Narodna Odbrana, manifestou sua frustração com o sequestro de sua organização na sentença final relativa à Sarajevo.

### Milan Ciganović
O primeiro-ministro Pašić foi rapidamente informado sobre os planos de assassinato. Segundo o ministro da educação Ljuba Jovanović, as informações foram recebidas cedo o suficiente para o governo ordenar aos guardas de fronteira que impedissem os assassinos de cruzá-la. Isso indica que Pašić já tinha conhecimento dos planos para matar Francisco Fernando antes do final de maio de 1914, quando o gabinete se reuniu. Segundo Albertini, a fonte mais provável da informação seria Milan Ciganović.
As provas circunstanciais contra Ciganović incluem sua posição de sinecura no governo sérvio, a proteção que recebeu do chefe de polícia e o alegado fracasso da Sérvia em prendê-lo, assim como a proteção que recebeu do governo durante a guerra e as provisões que recebeu depois. Em 1917, todos os conspiradores de Sarajevo presos em território sérvio foram julgados em Salônica sob falsas acusações, com exceção de Ciganović, que chegou a testemunhar contra seus companheiros.

### O adido militar russo
Em sua confissão, "Apis" declarou que a Rússia havia financiado o atentado e que o adido militar russo Artamonov havia garantido proteção contra a Áustria-Hungria, caso as operações da inteligência sérvia fossem descobertas. Mais tarde, em entrevista a Albertini, Artamonov negou qualquer tipo de envolvimento com o caso, mas afirmou que, na época, havia saído em férias para a Itália deixando seu assistente Alexander Werchovsky no comando. Segundo Artamonov, era Werchovsky quem mantinha contato diário com "Apis", mas só tomou conhecimento de sua função após o término da guerra. Werchovsky chegou a admitir o envolvimento de seu escritório, mas não voltou a manifestar-se sobre o assunto.
Há evidências de que a Rússia tinha conhecimento da trama antes de 14 de junho. De Schelking escreveu:
"Em 1 de junho de 1914 (14 de junho no novo calendário), o czar Nicolau teve uma reunião com o rei Carlos I da Romênia, em Constança. Eu estava lá na época… contudo, tanto quanto pude julgar de minha conversa com membros de sua comitiva (de Sergei Sazonov, ministro russo do exterior), ele (Sazonov) estava convencido de que se o Arquiduque (Francisco Fernando) estivesse fora do caminho, a paz na Europa não seria ameaçada."

## Consequências

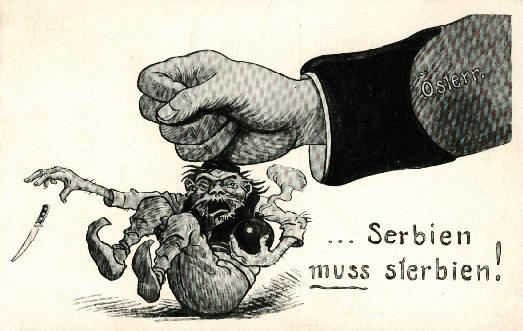
Serbien muss sterbien! ("A Sérvia deve morrer!"), caricatura mostrando a mão austríaca esmagando um terrorista sérvio

O assassinato do arquiduque Francisco Fernando chocou toda a Europa e gerou a simpatia internacional pela posição austríaca. Dois dias após o assassinato, o Império Austro-Húngaro, apoiado pelo Império Alemão, exigiu do Reino da Sérvia a abertura de uma investigação, mas Slavko Gruic, secretário geral do Ministério do Exterior sérvio, respondeu que "Nada foi feito até agora e o assunto não diz respeito ao governo sérvio". Seguiu-se, então, uma tensa negociação entre o encarregado de negócios austríaco em Belgrado e Gruic. Após a realização de uma investigação criminal — certificando-se de que a Alemanha iria honrar sua aliança militar com a Áustria Hungria — e de convencer o cético conde Tisza sobre a necessidade de retaliações contra o governo sérvio, o governo austríaco enviou uma carta formal ao governo da Sérvia, lembrando seu compromisso de respeitar a decisão das grandes potências sobre a Bósnia e Herzegovina e de manter boas relações com a Áustria-Hungria. A carta também exigia providências para evitar a divulgação de propaganda alusiva à destruição violenta da Áustria-Hungria, a destituição dos responsáveis que pertenciam às forças armadas sérvias, a prisão de todos os envolvidos na trama de assassinato que se encontrassem em território sérvio e o bloqueio do envio clandestino de armas e explosivos da Sérvia para a Áustria-Hungria.
Esta carta ficou conhecida como o Ultimato de Julho, uma vez que o governo austro-húngaro ameaçou chamar de volta a Viena seu embaixador em Belgrado caso a Sérvia não aceitasse todas as exigências no prazo de 48 horas. Após receber um telegrama de apoio da Rússia, a Sérvia mobilizou seu exército e respondeu ao ultimato, aceitando incondicionalmente os itens n.º 8 — que exigia o fim do contrabando de armas e a punição dos oficiais de fronteira que haviam colaborado com os assassinos — e n.º 10 — que exigia um relatório sobre a execução das medidas impostas conforme elas fossem concluídas. De forma astuta, a Sérvia aceitou parcialmente ou rejeitou polidamente os elementos do preâmbulo e os itens 1 a 7 e 9. A Áustria-Hungria reagiu rompendo relações diplomáticas com a Sérvia.
No dia seguinte, reservistas sérvios transportados por navios fretados pelo Danúbio cruzaram a fronteira austro-húngara do rio em Temes-Kubin, sendo advertidos por soldados com tiros para o ar. O relatório deste incidente foi inicialmente esboçado e relatado ao imperador Francisco José I como "um conflito considerável". Diante disso, a Áustria-Hungria declarou guerra à Sérvia em 28 de julho de 1914 e mobilizou a porção de seu exército que iria enfrentar o (já mobilizado) exército sérvio. Nos termos do Tratado Secreto de 1892, o Império Russo e França também foram obrigados a mobilizar seus exércitos. Em breve, todas as grandes potências, com exceção do Reino da Itália e da Grã-Bretanha (que, no entanto tinha um acordo secreto de defender a França em caso de um ataque alemão), haviam escolhido seus aliados e partido para o conflito que passou à história como a Primeira Guerra Mundial.

## Relíquias

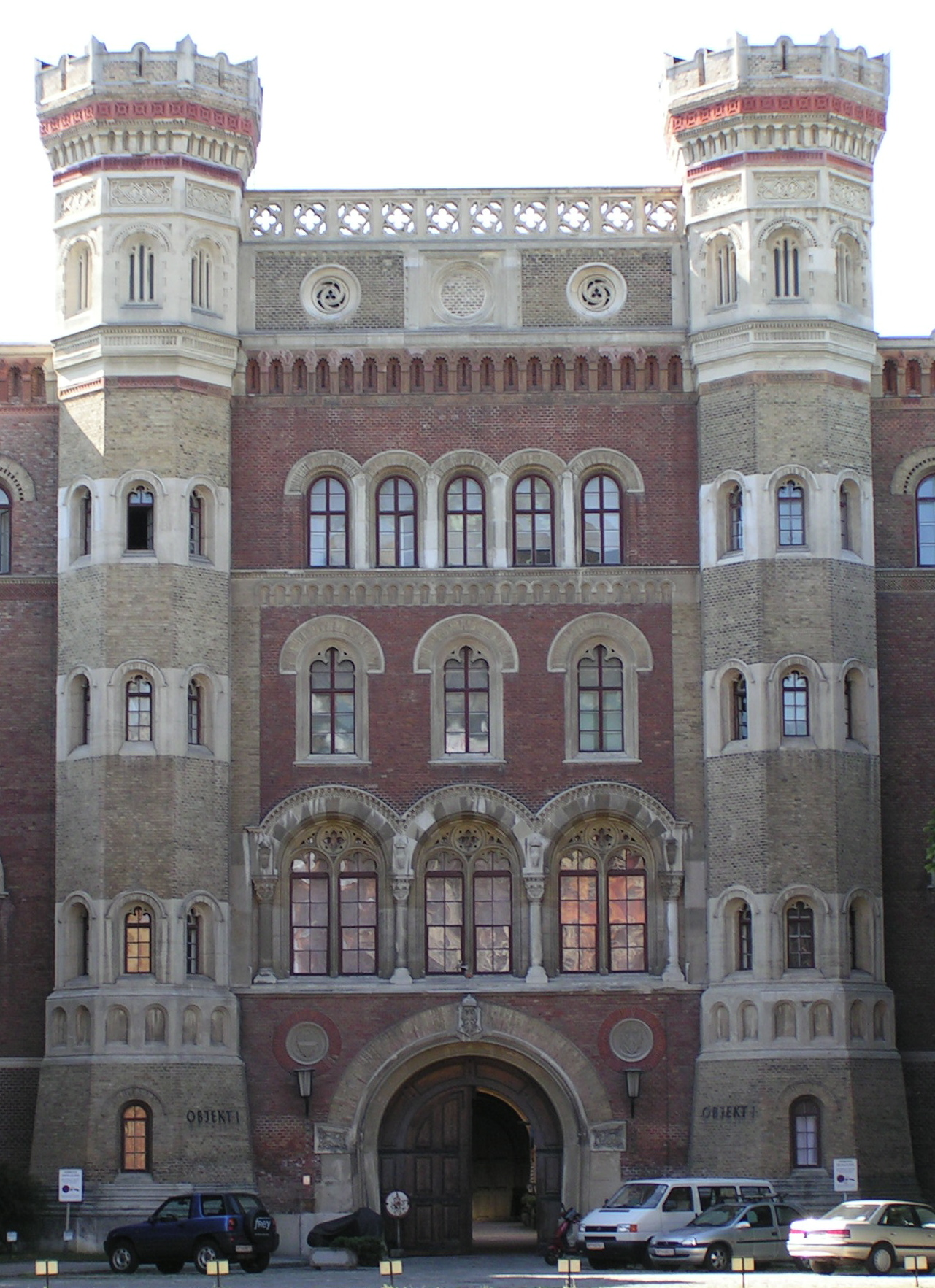
O Heeresgeschichtliches Museum, em Viena

O automóvel Gräf & Stift Double Phaeton, no qual o arquiduque Francisco Fernando foi baleado, bem como o uniforme que usava na ocasião e a chaise-longue em que ele morreu, estão em exposição permanente no Heeresgeschichtliches Museum (Museu de História Militar) em Viena, Áustria.

## Cultura Popular
- Filme "Saravejo" de 2014, dirigido por Andreas Prochaska, disponível na Netflix.[128]

- A bala disparada por Gavrilo Princip encontra-se no museu do Castelo Konopiště, próximo da cidade de Benešov, hoje na República Checa.[129]